# نوک‌شاخ دم‌دراز شرقی
نوک‌شاخ دم‌دراز شرقی (نام علمی: Horizocerus cassini) گونه‌ای از پرندگان خانواده نوک‌شاخان Bucerotidae است که در جنگل‌های نمناک غرب آفریقا یافت می‌شود. در گذشته به عنوان همنوع نوک‌شاخ دم‌دراز غربی (Horizocerus albocristatus) با نام انگلیسی «نوک‌شاخ کاکل‌سفید» در نظر گرفته می‌شد.